# Завтра не наступит
«За́втра не насту́пит» (англ. No Tomorrow) — романтическая комедия-драма, премьера которой состоялась на The CW 4 октября 2016 года. Сериал разработан Кориной Бринкерхофф и основан на бразильском телесериале «Как насладиться концом света» (порт. Como Aproveitar o Fim do Mundo), который выходил на Globo в 2012 году.
16 ноября 2016 года The CW официально объявил, что в первом сезоне будет только 13 эпизодов, и показ финального эпизода сезона состоялся 17 января 2017 года. 8 мая 2017 года стало известно, что сериал закрыт после одного сезона.

## Сюжеты
Сюжет сериала вращается вокруг Иви, встретившейся со свободолюбивым парнем, который вдохновляет девушку составить список вещей, которые нужно успеть до конца света, который, как он утверждает, наступит через восемь месяцев и двенадцать дней. Она приступает к выполнению пунктов своего списка и с помощью друзей пытается выяснить, можно ли воспринимать его всерьёз.

## В ролях

### Основной состав
- Джошуа Сасс — Ксавье Холлидей
- Тори Андерсон — Иви Ковингтон
- Джонатан Лэнгдон — Хэнк Баркли
- Сарайю Блю — Карима
- Джесси Рат — Тимоти Фингер
- Эми Пьетц — Дейдре Хэкмейер

### Второстепенный состав
- Тед Макгинли — Гари Ковингтон
- Келли Стейблс — Мэри Энн
- Джиджи Райс — Глория Ковингтон
- Винни Чиббер — Роэн

## Список эпизодов
| №  | Название                                                           | Режиссёр        | Автор сценария                                        | Дата премьеры   | Произв. код | Зрители в США (млн) |
| -- | ------------------------------------------------------------------ | --------------- | ----------------------------------------------------- | --------------- | ----------- | ------------------- |
| 1  | «Пилот» «Pilot»                                                    | Брэд Силберлинг | Корина Бринкерхофф, Скотт МакКейб и Тори Стэнтон      | 4 октября 2016  | 101         | 1.51                |
| 2  | «В бейсболе не плачут» «No Crying in Baseball»                     | Стюарт Гиллард  | Мэгги Фридман, Скотт МакКейб и Тори Стэнтон           | 11 октября 2016 | 102         | 0.74                |
| 3  | «Без сомнения» «No Doubt»                                          | Джон Путч       | Ричард Хатем                                          | 18 октября 2016 | 103         | 0.81                |
| 4  | «Никаких запретов» «No Holds Barred»                               | Джеффри Мэлман  | Дженна Ламия                                          | 25 октября 2016 | 104         | 0.78                |
| 5  | «Не жалеть» «No Regrets»                                           | Рон Андервуд    | Билл Кребс                                            | 1 ноября 2016   | 105         | 0.76                |
| 6  | «Никакие долги не остаются неоплаченными» «No Debts Remain Unpaid» | Аллан Аркуш     | Джастин В. Ло                                         | 15 ноября 2016  | 106         | 0.80                |
| 7  | «Ты не первая говоришь» «No You Say It First»                      | Стюарт Гиллард  | Грейси Глассмейер                                     | 22 ноября 2016  | 107         | 0.80                |
| 8  | «Нет покоя для уставших» «No Rest for the Weary»                   | Майкл Шульц     | Джессика Чоу и Ричард Хатем                           | 29 ноября 2016  | 108         | 0.94                |
| 9  | «Нет более правдивых слов» «No Truer Words»                        | Эми Канаан Манн | Анна Фишер                                            | 6 декабря 2016  | 109         | 0.80                |
| 10 | «Суп не для тебя» «No Soup for You»                                | Анна Мастро     | Аарон Фуллертон                                       | 27 декабря 2016 | 110         | 0.60                |
| 11 | «Женщины не плачут» «No Woman No Cry»                              | Грег Биман      | Скотт МакКейб и Тори Стэнтон                          | 3 января 2017   | 111         | 0.51                |
| 12 | «Нет времени лучше настоящего» «No Time Like the Present»          | Грегори Прэндж  | Эндрю Геттенс и Лорен МакКензи                        | 10 января 2017  | 112         | 0.70                |
| 13 | «Не спи до самого Рейкьявика» «No Sleep 'til Reykjavik»            | Стюарт Гиллард  | Грейси Глассмейер, Корина Бринкерхофф и Джастин В. Ло | 17 января 2017  | 113         | 0.58                |

## Отзывы критиков
Редакторы TV Guide включили сериал «Завтра не наступит» в десятку самых ожидаемых новинок телесезона 2016/17 годов.